# De Centrale (verzekeringsmaatschappij)
De Centrale was een Nederlandse verzekerings- en depositobank. De verzekeraar werd in 1904 opgericht door Nehemia de Lieme en had als doel het economisch en cultureel sterker maken van de arbeidersbeweging. In de statuten werd bepaald dat de winst uitsluitend ten goede moest komen aan de sociaaldemocratische beweging. Verder was bepaald dat de initiatiefnemers en aandeelhouders actieve leden of sympathisanten moesten zijn van de sociaaldemocratische beweging.

## Oorsprong
De landelijke sociaaldemocratische politieke partij van destijds, de SDAP, wilde het initiatief echter niet steunen en zou zelfs dwars hebben gelegen. De partij vreesde voor een eventuele mislukking. De Lieme stelde voorop dat het belang van de verzekerden veilig moest worden gesteld. Daarvoor zou winst- en reservevorming noodzakelijk zijn geweest. Als gevolg vonden er tot 1921 geen winstuitkeringen plaats. Het uitblijven daarvan leidde tot twijfels bij de sociaaldemocratische beweging. Ze hadden bedenkingen over de ideële doelstelling van De Centrale, en spraken over een 'loze belofte'.

## Arbeidersklasse
In 1910 begon De Centrale met het verstrekken van leningen tegen gunstige voorwaarden. Vervolgens begon de  verzekeringsbank vanaf 1921 met het verstrekken van winstuitkeringen. Hiermee bewees de Centrale zijn bestaansrecht voor de sociaaldemocratische beweging. In de jaren 1920-1940 had De Centrale een prominente rol ingenomen in de arbeidersklasse van Nederland. Vrijwel alle arbeiders waren destijds aangesloten bij De Centrale. Tot 1940 stelde De Centrale bijna 1,7 miljoen gulden beschikbaar voor giften en leningen aan initiatieven van de arbeidersklasse. Zo konden het Troelstra-oord, de Arbeiders Jeugd Centrale, de afdelingen van de Nederlandsche Arbeiders Sportbond, het arbeiderstoneel en diverse zang- en muziekverenigingen op financiering rekenen. Ook werd geld beschikbaar gesteld voor de oprichting van het Internationaal Instituut voor Sociale Geschiedenis. Doordat De Centrale dit soort initiatieven financierde, stegen het klantenbestand en het marktaandeel.
Hoewel de SDAP De Centrale in de beginjaren niet wilde steunen, was dit vanaf 1920 wel het geval. Ook het Nederlands Verbond van Vakverenigingen (NVV) had formele financiële banden met de verzekeringsbank. Beide partijen drongen erop aan om aandeelhouder te worden. Echter, De Lieme weigerde, met instemming van de commissarissen, om de SDAP en het NVV toe te laten. De Lieme wilde niet dat de SDAP en het NVV formele zeggenschap zouden hebben over de winstverdeling en het bedrijfsbeleid. Hiermee wilde hij ongewenste belangenverstrengeling voorkomen.

## Oorlogsjaren
Nehemia de Lieme was vanaf de oprichting tot aan zijn overlijden in juni 1940 directeur van De Centrale. Tijdens de Tweede Wereldoorlog kwam De Centrale vervolgens onder beheer van een nationaalsocialistische directie. Deze oorlogsdirectie wilde De Centrale laten uitgroeien tot de volksverzekeraar voor de gelijkgeschakelde Nederlandse vakbeweging. Ook wilde de oorlogsdirectie een schadeverzekeringsmaatschappij aan De Centrale koppelen, namelijk De Centrale Algemene Verzekeringsmaatschappij (CAV).

## Verbreding draagvlak
Al vanaf de jaren dertig zocht De Centrale naar verbreding en streefde ernaar om het draagvlak te vergroten. Dit wilde de verzekeringsbank doen door aan te sluiten bij andere doelgroepen dan de sociaaldemocratische beweging. Echter, De Centrale hield hierbij wel vast aan de bestaande traditionele banden. In de jaren 1945-1964 werden deze banden bevestigd. Zowel de directie als de raad van commissarissen bestond uit prominenten van de PvdA, het NVV en de coöperatieve beweging.
De verbreding van het draagvlak uitte zich vooral door participaties in de CAV, de Hollandsche Koopmansbank (HKB), de Algemene Spaarbank voor Nederland (ASN) en diverse stichtingen. De nauwe samenwerking met het NVV bleef hierbij in stand. 
De Centrale had een beperkt aandeel in de groei van de verzekeringsmarkt in het naoorlogse Nederland. Hierdoor daalde het algehele marktaandeel van de verzekeringsbank. Ondanks de achterblijvende groei en een stijging van de kosten wist De Centrale tot 1964 gunstige bedrijfsresultaten te realiseren. De verzekeringsbank kreeg vanaf 1950 de mogelijkheid om op grote schaal financiële steun te verlenen aan de sociaaldemocratische beweging. De Centrale maakte in de periode 1950-1964 ongeveer 3,5 miljoen gulden over naar de beweging.
Vanaf midden jaren zestig kreeg De Centrale te kampen met tegenslagen. De Nederlandse economie verslechterde en tegelijkertijd ontzuilde de samenleving. De verzekeringsbank had geen visie om op deze nieuwe ontwikkelingen in te spelen. Daarbij slaagde De Centrale er niet in om nieuwe doelgroepen aan te spreken. Een meerderheid van de directie zag er niets in om het draagvlak te vergroten door middel van samenwerking met andere verzekeraars. Om het karakter van De Centrale veilig te stellen, en om een overname te voorkomen, werd het merendeel van de aandelen ondergebracht in de Stichting Behoud Zelfstandigheid Centrale (BEZEC).

## Fusie
In 1982 fuseerde het NVV en het NKV tot het FNV. Dit gaf de mogelijkheid om ook de aan de vakbonden gelieerde financiële instellingen samen te brengen. In de jaren tachtig vonden er bij De Centrale interne reorganisaties plaats, en werd er overlegd over de toekomstplannen. Eind jaren tachtig fuseerden De Centrale en Concordia. De verzekeringsbanken gingen vanaf 1990 verder onder de naam Reaal Groep.
Arbeiders Jeugd Centrale · De Arbeiderspers · Bond van Sociaal-Democratische Vrouwenclubs · De Centrale · Nederlands Verbond van Vakverenigingen · IVAO / Nivon · SDAP / PvdA · VARA · Het Volk / Het Vrije Volk · Voorwaarts · Vrij Nederland · De Zaaier